# Nobel (Ort)
Nobel (ukrainisch und russisch Нобель; polnisch Nobel) ist ein Dorf in der westukrainischen Oblast Riwne mit 300 Einwohnern. Es liegt auf einer Halbinsel die vom gleichnamigen Nobel-See umschlossen wird, der Prypjat-Fluss verläuft zusammen mit der Grenze zu Belarus nördlich der Ortschaft, das ehemalige Rajonszentrum Saritschne liegt 25 Kilometer südwestlich, die Oblasthauptstadt Riwne 143 Kilometer südwestlich von Nobel.

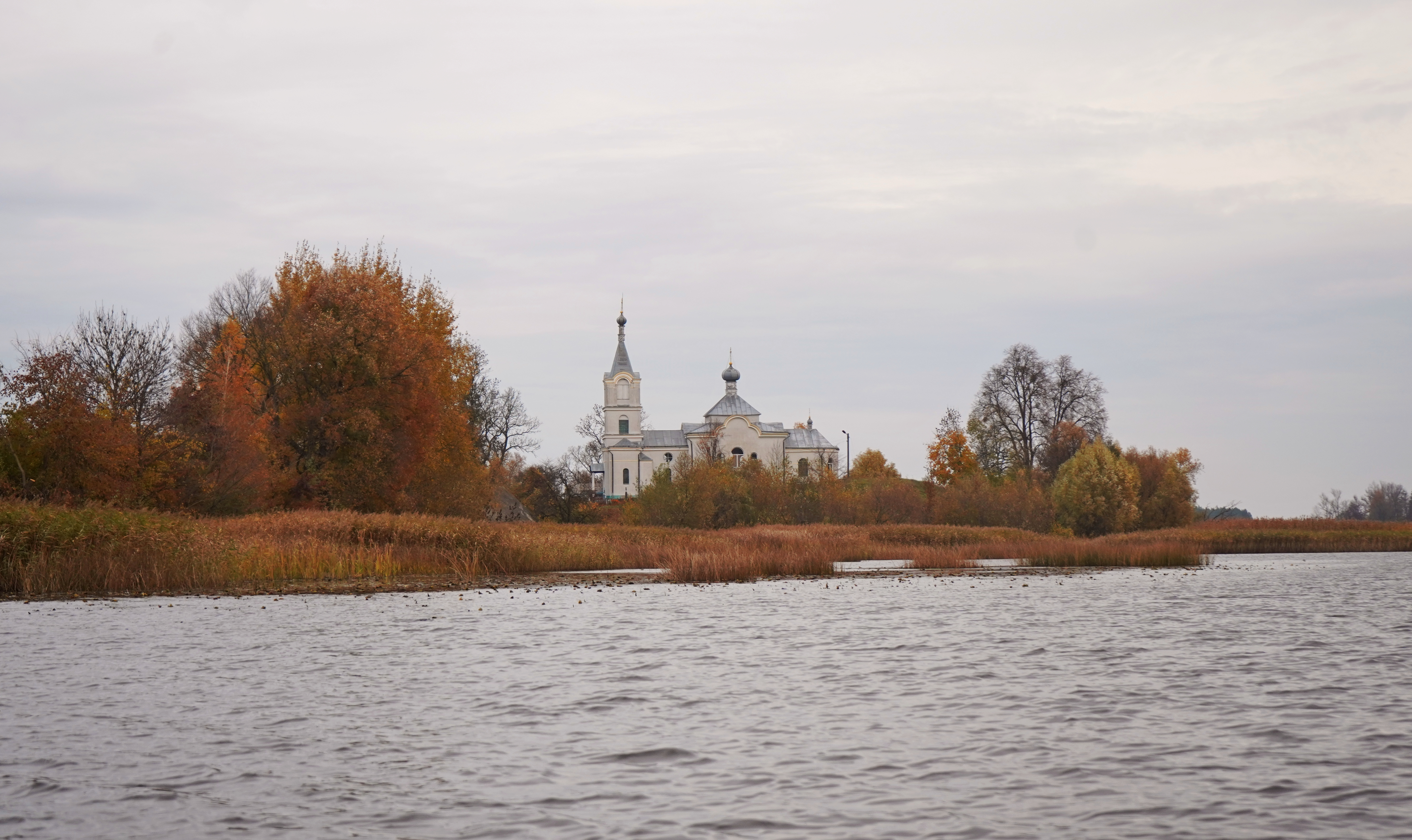
Blick auf Nobel-See

Am 26. August 2015 wurde das Dorf ein Teil der neu gegründeten Landgemeinde Loknyzja (Локницька сільська громада Loknyzka silska hromada). Bis dahin bildete das Dorf zusammen mit den Dörfern Didiwka (Дідівка), Kotyra (Котира) und Mlyn (Млин) die gleichnamige Landratsgemeinde Nobel (Нобельська сільська рада/Nobelska silska rada) im Nordwesten des Rajons Saritschne.
Am 17. Juli 2020 wurde der Ort ein Teil des neugegründeten Rajons Warasch.

## Geschichte
Das Dorf wurde 1158 zum ersten Mal schriftlich in der Hypatiuschronik erwähnt und lag bis 1793 als Teil der Adelsrepublik Polen-Litauen in der Woiwodschaft Wolhynien. Danach kam es als Teil des Russischen Reiches zum neugegründeten Gouvernement Minsk.
Nach dem Ende des Ersten Weltkrieges wurde der Ort ein Teil der Zweiten Polnischen Republik (Woiwodschaft Polesien, Powiat Pińsk, Gmina Moroczna Wielka). Nach dem Ausbruch des Zweiten Weltkrieges wurde das Gebiet durch die Sowjetunion und ab 1941 durch Deutschland besetzt. 1945 kam Nobel zur Sowjetunion und wurde in die Ukrainische SSR eingegliedert. Nach dem Zerfall der Sowjetunion 1991 wurde das Dorf schließlich ein Teil der unabhängigen Ukraine.